# Archaeology Data Service
Archaeology Data Service zkratka ADS, česky Archeologická datová služba je svobodný digitální archiv výsledků archeologických výzkumů. Služba je provozována na univerzitě v Yorku. Služba měla původně obsahovat výsledky archeologických výzkumů vysokých škol Spojeného království, ale nyní obsahuje i materiály vzniklé pod záštitou státních i lokálních úřadů a v soukromých archeologických institucích. ADS provádí výzkum zaměřený zejména na vyhledávání zdrojů informací, křížové vyhledávání a vzájemnou operabilitu s ostatními archivy ve Spojených královstvích, v Evropě a ve Spojených státech amerických. ADS je zahrnuta do registru datových archivů re3data.org.